# Trem do Corcovado

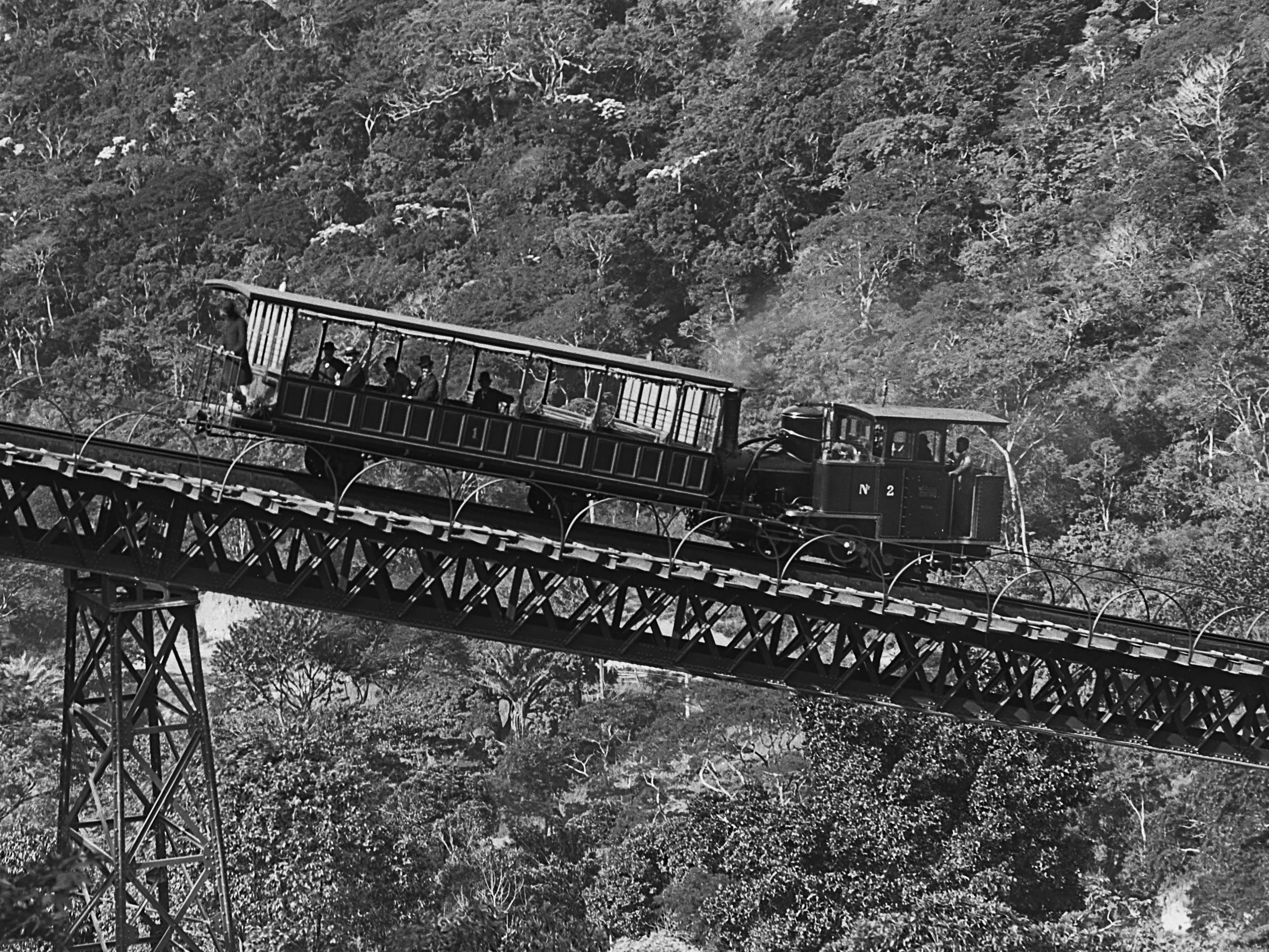
Ånglok och vagn, mellan 1884 och 1890. Foto: Marc Ferrez.

Trem do Corcovado är en kuggstångsbana i Rio de Janeiro i Brasilien, som går mellan stadsdelen Cosme Velho och toppen på Corcovado, som ligger på en höjd av 710 meter över havet. Berget är känt för den gigantiska Kristusstatyn Cristo Redentor.
Järnvägen öppnades 1884 av kejsaren Pedro II av Brasilien. Från början användes ånglok. Linjen elektrifierades 1910 som den första i Brasilien. Den renoverades 1980 med tåg som tillverkades av Schweizerische Lokomotiv- und Maschinenfabrik i Winterthur i Schweiz. Dessa tåg ersattes i sin tur 2019 med tåg från efterträdaren till detta företag, Stadler Rail.
Linjen är en smalspårig kuggstångsbana efter system Riggenbach med spårvidden 1000 mm. Den är 3,8 kilometer lång och har fyra stationer. Dalstationen ligger i stadsdelen Cosme Velho och toppstationen uppe på berget Corcovado. Den största lutningen är 30 grader.
Trem do Corcovado är en av fyra kvarvarande järnvägar i världen som har matning med trefas växelström. Denna matning sker via två luftledningar med 900 V spänning och 60 Hz.
Järnvägen har tre motorvagnståg, vilka består av två kopplade motorvagnar vardera. Sedan 2019 går tågen med en hastighet på 25 km/h, medan tågen i den föregående generationen endast klarade en hastighet på 15 km/h. Resan tar 20 minuter. Med avgång var tjugonde minut ger detta en passagerarkapacitet på 540 personer per timme.

## Bildgalleri

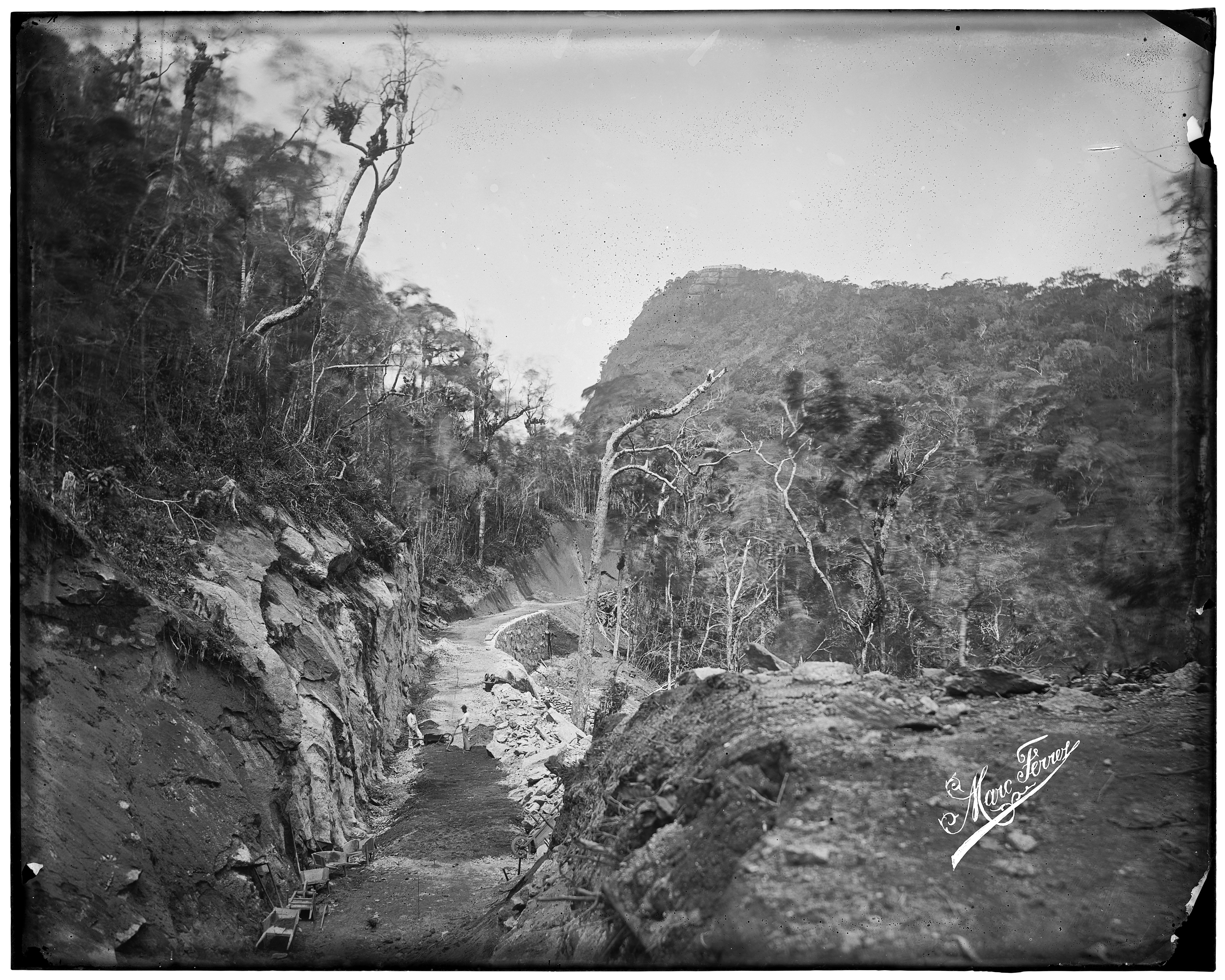
Anläggandet av banan, omkring 1884. Foto av Marc Ferrez (1843–1923).
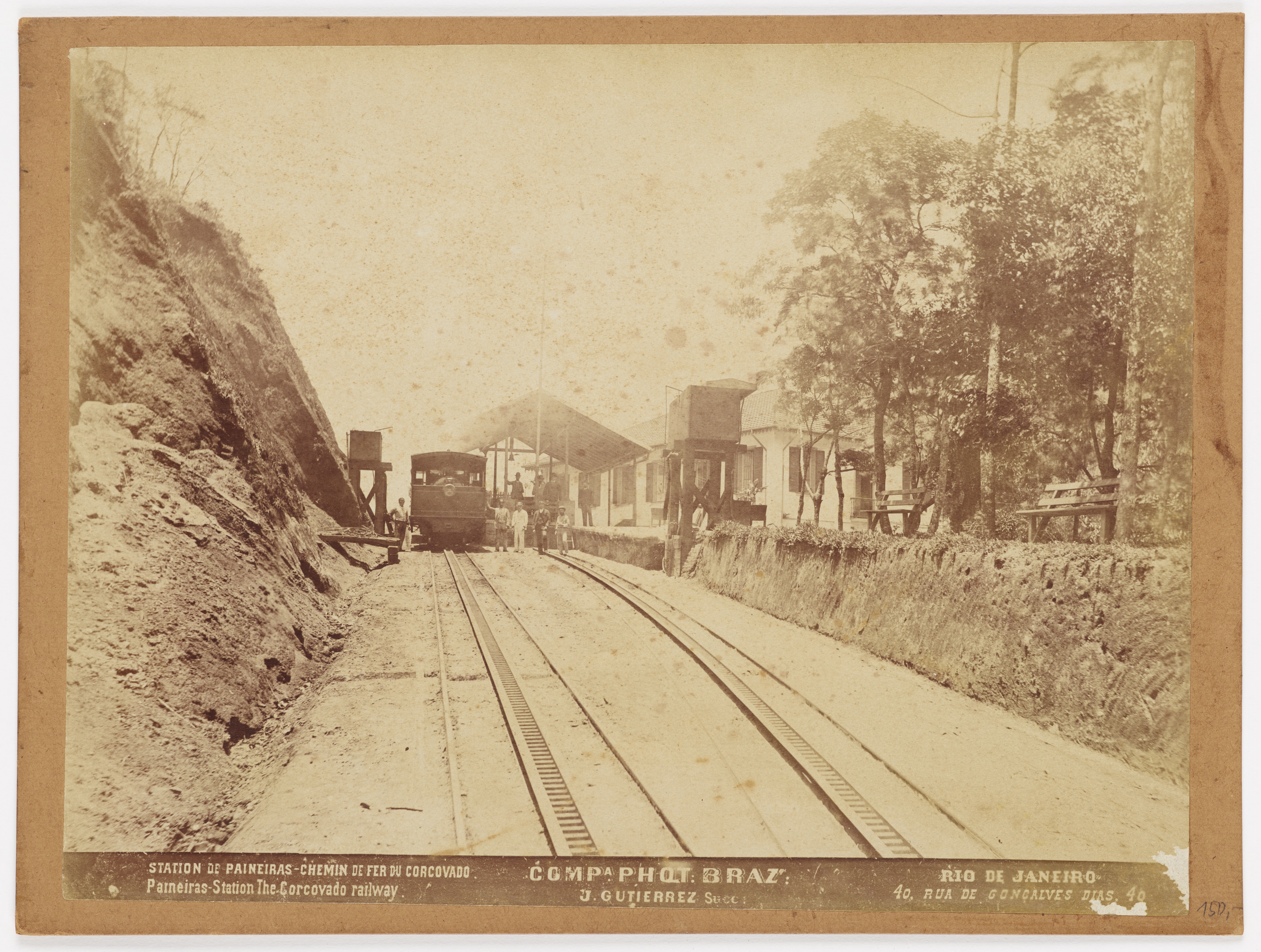
Stationen Paneiras, omkring 1897, långt före byggandet av Cristo Redentor.
Bron i Silvestre. Fotot taget mellan 1884 och 1890 av Marc Ferrez.
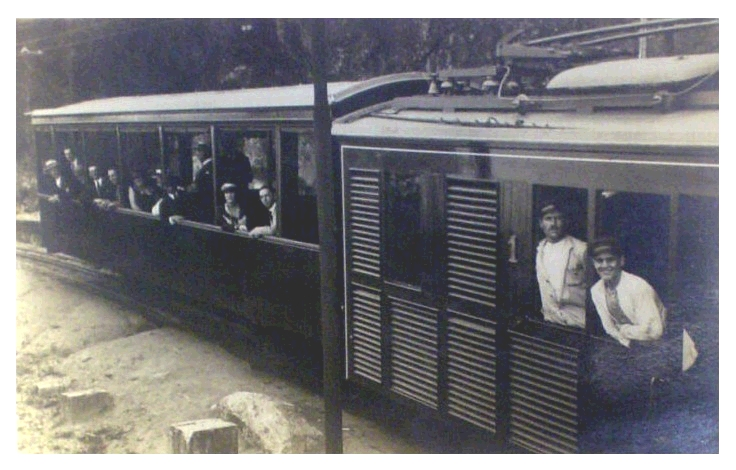
Motorvagn ur andra generationen, byggd 1909 av Schweizerische Lokomotiv- und Maschinenfabrik.
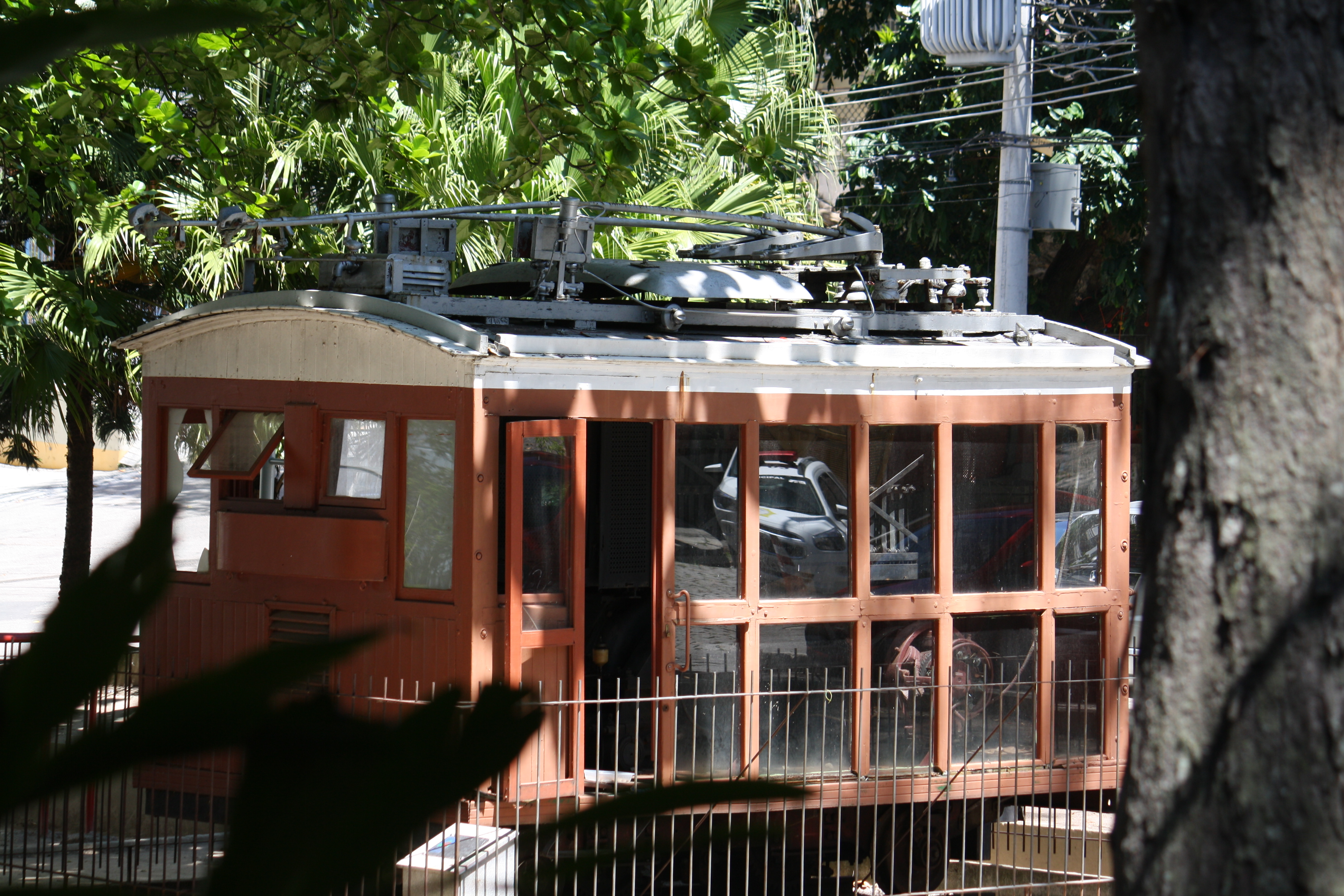
Motorvagn ur andra generationen.
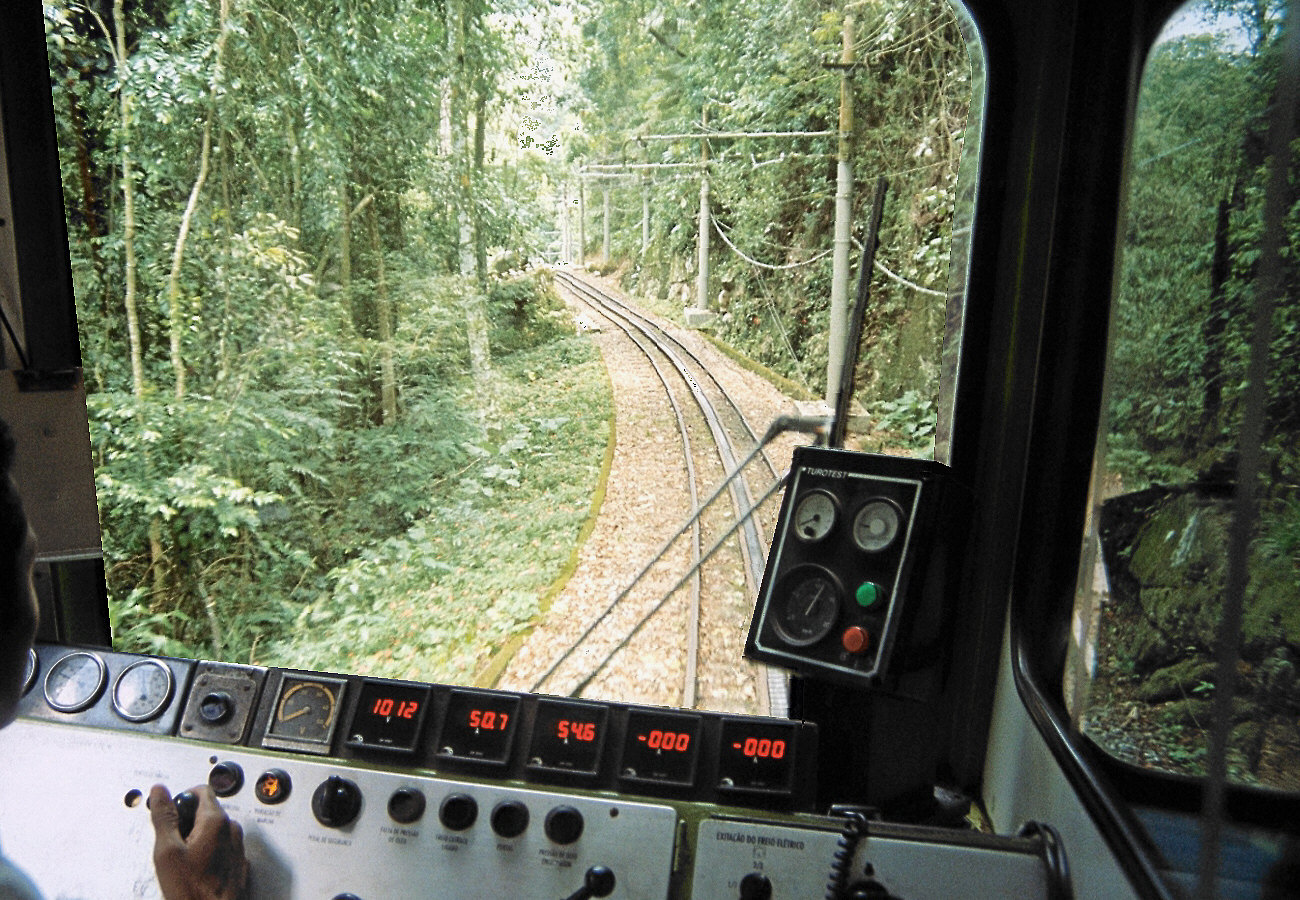
Vy från förarplatsen.
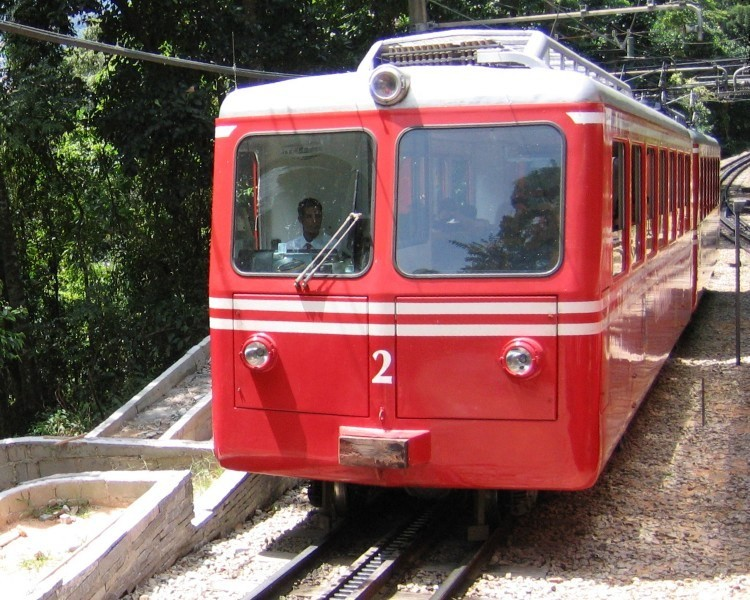
Motorvagn ur tredje generationen, 2005.
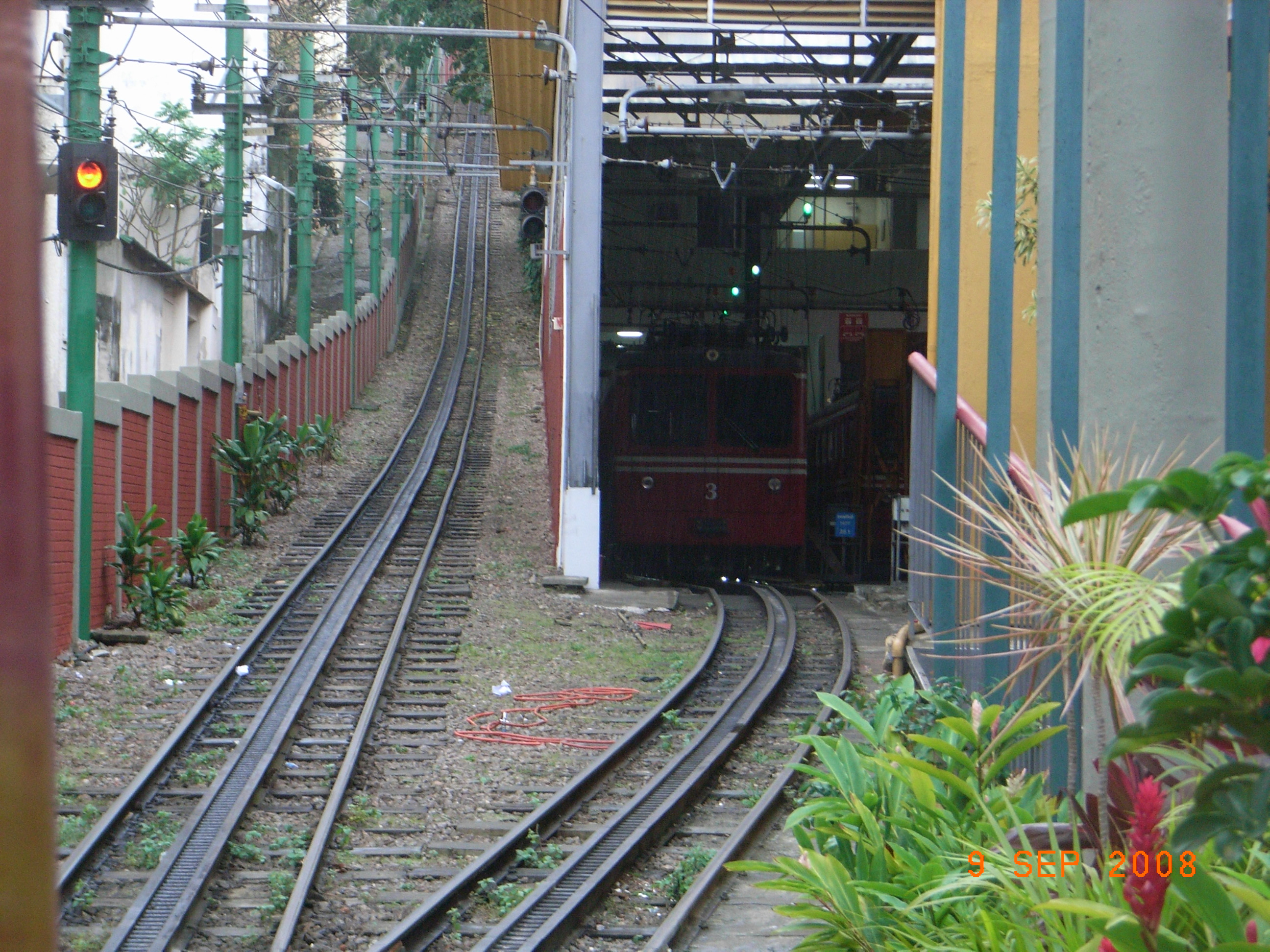
Depån, 2008.
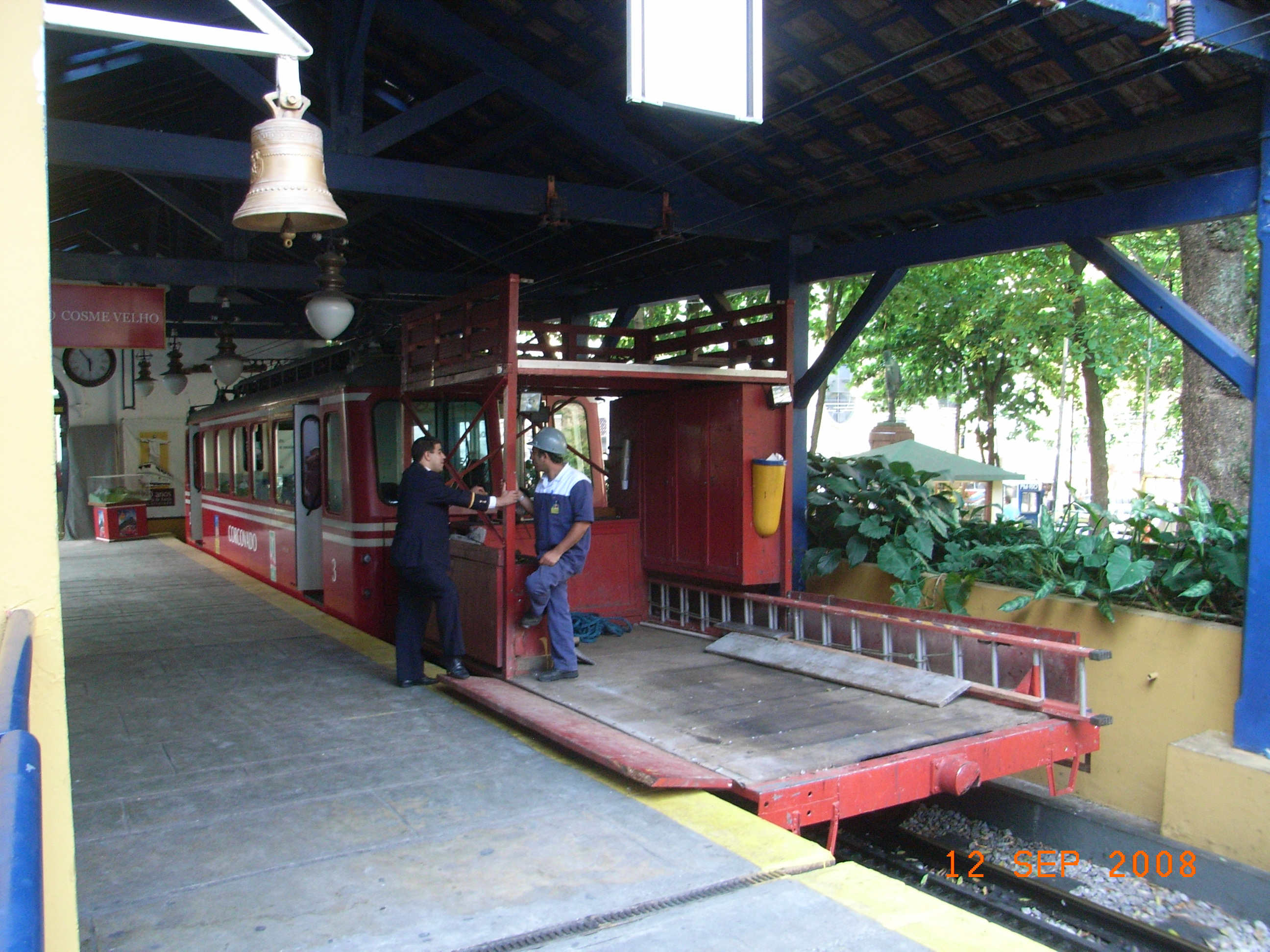
Arbetsvagn i Cosme Velho, 2008.
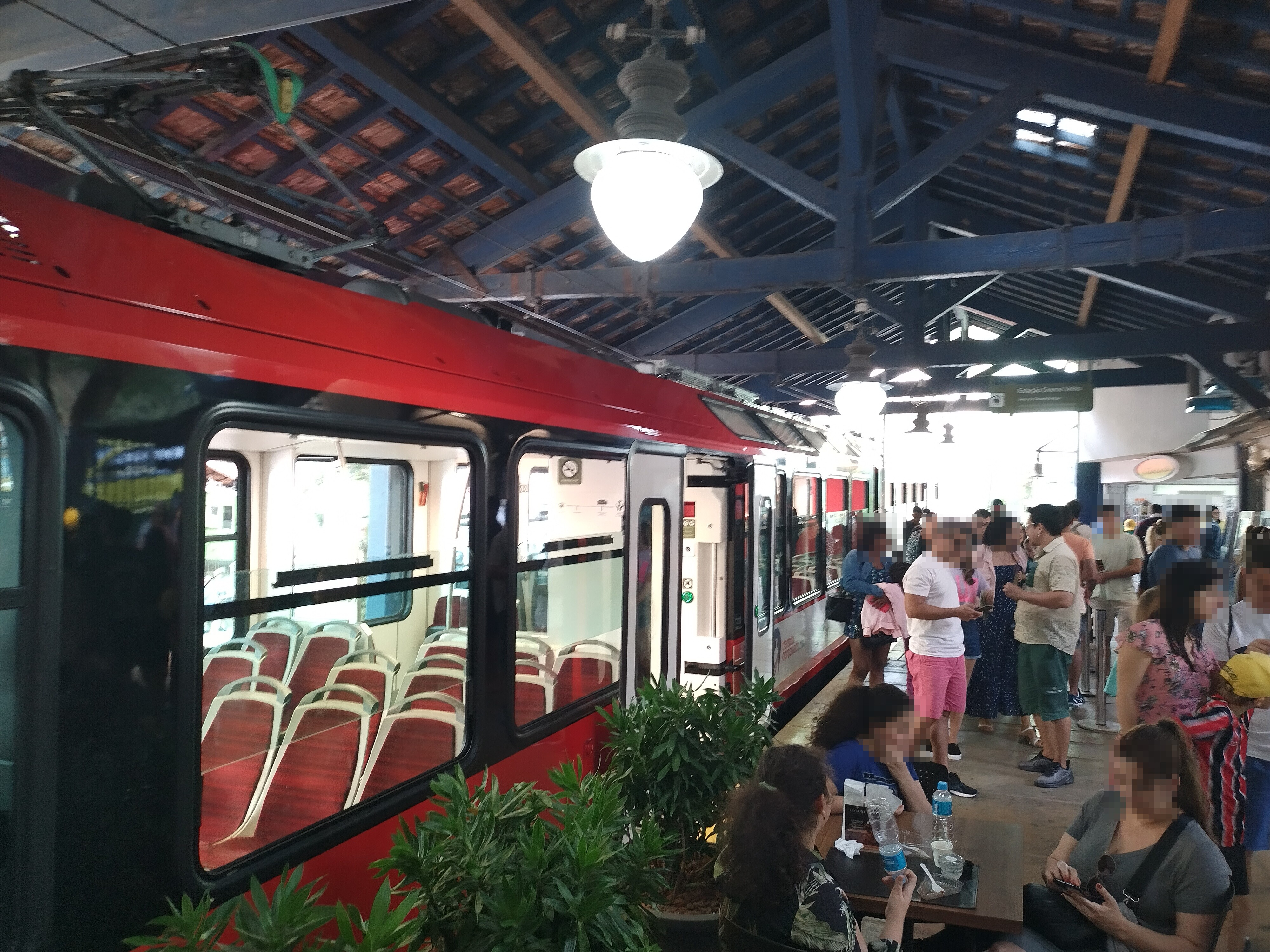
Stationen i Cosme Velho, 2023.